# Magnum in parvo: Una filosofia in compendio

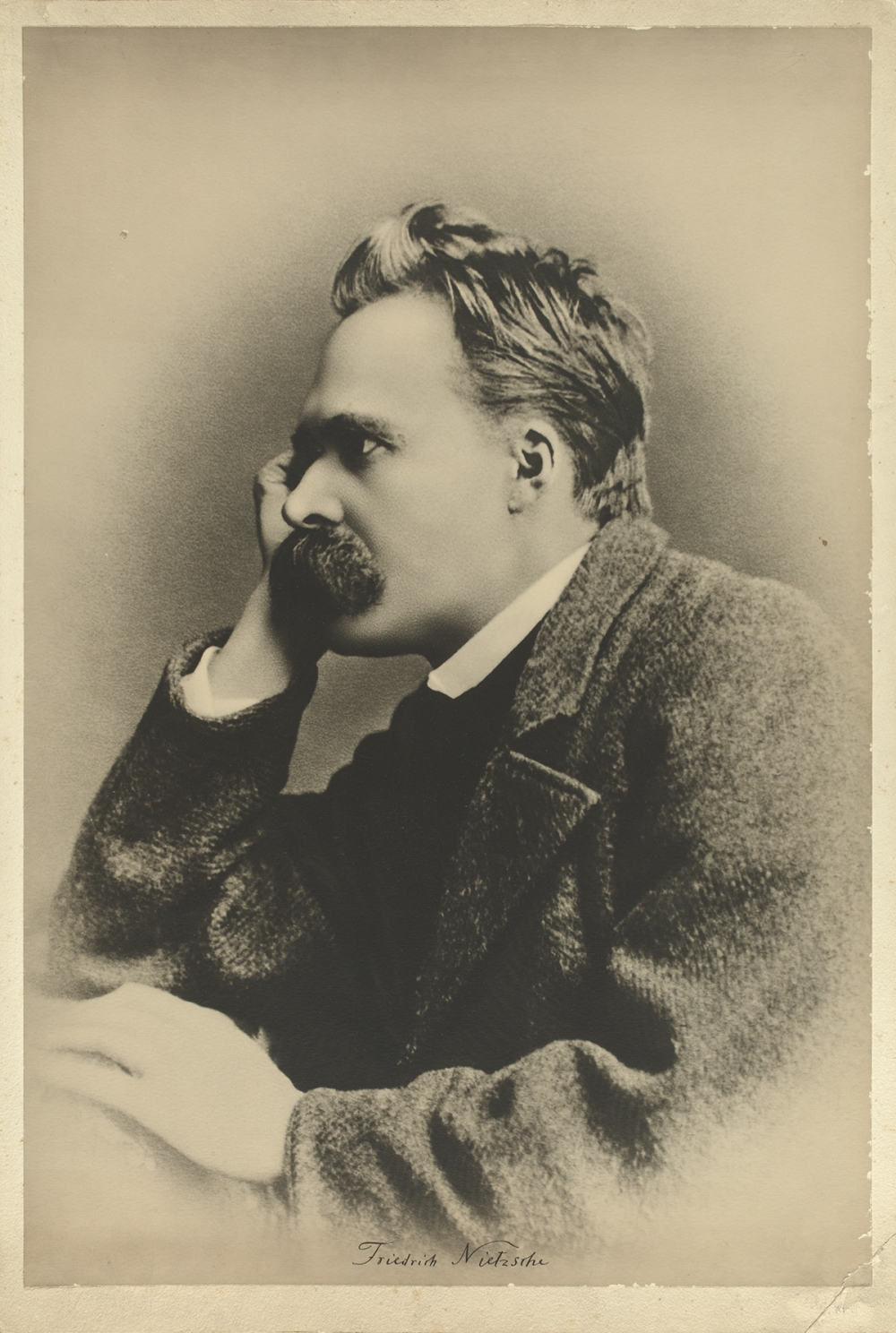
Ritratto di Nietzsche, 1882 (Gustav Adolf Schultze)

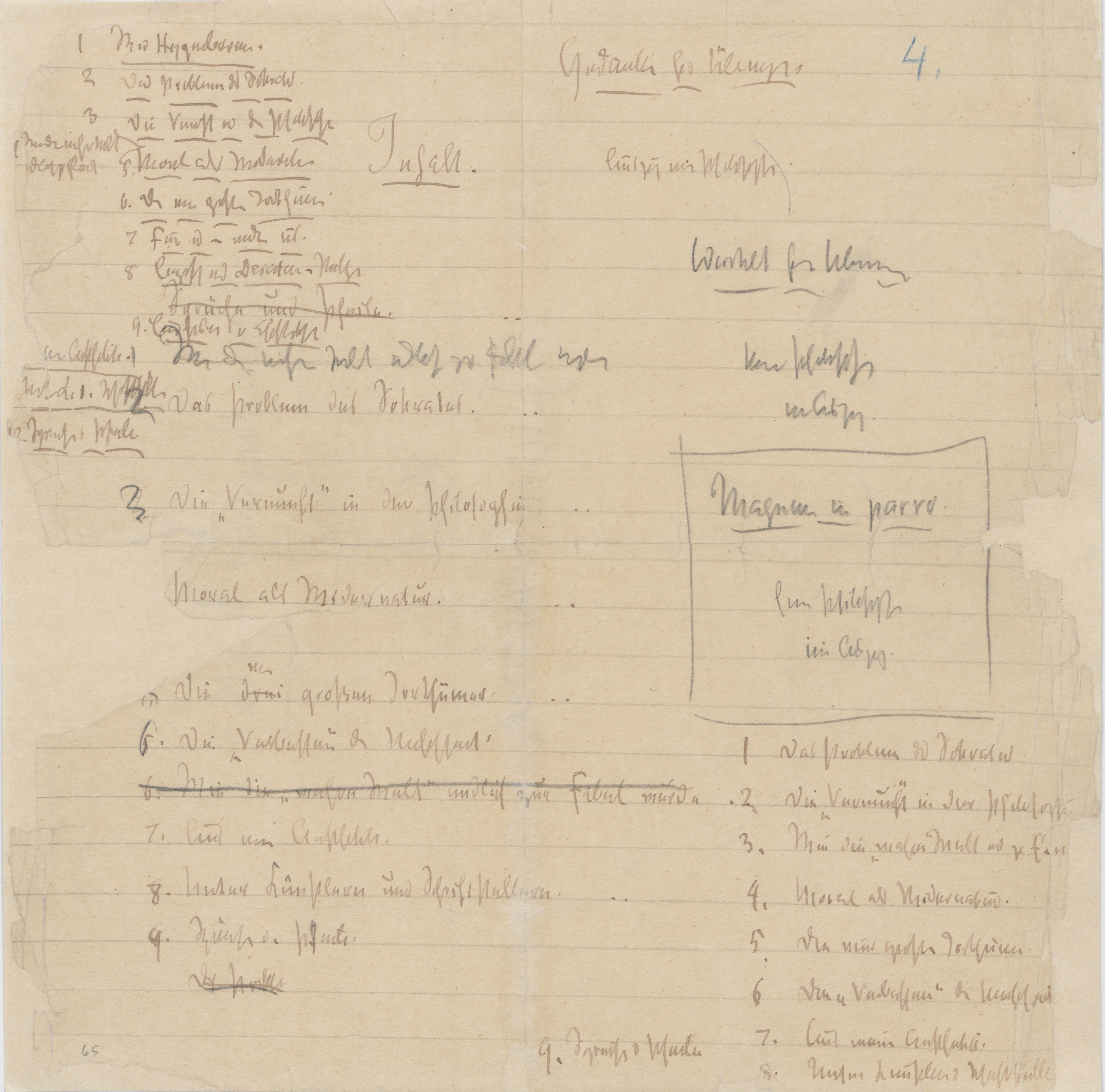
Piano per Magnum in parvo: Eine Philosophie im Auszug (Titolo del libro, nome e numerazione dei dodici capitoli) - Quaderni postumi di Nietzsche - Raccoglitore a fogli sciolti - Mp-XVI-4,29 - Maggio-ottobre 1888

Magnum in parvo: Una filosofia in compendio (1888), in tedesco Magnum in parvo: Eine Philosophie im Auszug, è un progetto di lavoro di Friedrich Nietzsche (1844–1900) concepito a Sils Maria, in Svizzera, alla fine di agosto 1888, l'ultima estate della sua vita lucida.
Si tratta di un libro che il filosofo di Röcken ha concepito come sintesi rigorosa e precisa del suo sfortunato progetto capitale La volontà di potenza e in cui vengono affrontati i temi chiave del suo pensiero. Tuttavia, un improvviso cambiamento di opinione in un contesto di crescente eccitazione mentale precedente al collasso psicofisico di Nietzsche determinò che quest'opera unica fu finalmente pubblicata non nella forma unitaria progettata, ma sciolta e mescolata con altri materiali in due libri diversi: Il crepuscolo degli idoli (1889) e L'Anticristo (1894).
Nel 2024, il professor Joaquín Riera Ginestar  ha tradotto, prefato e annotato la prima edizione conosciuta di Magnum in parvo (Alianza Editorial, 2024) . Per la ricostruzione scientifica dell'opera così come Nietzsche l'aveva concepita, il professor Riera ha utilizzato i frammenti postumi  e i manoscritti originali nietzschiani, studiati, sistematizzati e curati criticamente da Giorgio Colli e Mazzino Montinari .
L'edizione di Magnum in parvo rappresenta il recupero di un'opera di notevole valore filosofico e letterario, meglio rifinita, nel complesso, dei due libri in cui era stata sciolta, in quanto consente di accedere in modo chiaro, sintetico e profondo a concetti chiave del pensiero nietzscheano maturo quali la  morte di Dio, il nichilismo, il Übermensch, eterno ritorno e l'amor fati.